# Rio系列
Rio系列（リオシリーズ）是指NET公司發售的柏青嫂（Pachi-slot）機內主要人物Rio的一連串的機種。 

## 機種
- Super Black Jack（2003年）
- Rio de Carnival（2005年）
- RIO PARADISE（2007年）
- Rio2 Cruising Vanadis（2009年）
- Rio2 Premium（2009年）

## 沿生
- 無雙☆群星大會串（2017年）

理欧作為可操作角色之一。

## 主要角色
理欧・罗伦斯・立花（Rio）
出生於10月11日。自稱21歲，實際年齡是19歲。
俱樂部的女性發牌者。最初工作在大酒店「霍華德度假村」的賭場，移籍「Rio2」的豪華客船「ヴァナディース号」
敏特・克拉克（Mint）
大富豪・Mr.克拉克的孫女。在『dorista』被主角提拔。
蒂凡尼
「霍華德度假村」第一人氣的兔女郎。
羅莎・卡尼安
好萊塢女演員，照顧理欧童年。
麗娜（Rina）
是理欧同父異母妹妹，年齡和理欧都是19歲。

## 廣播劇CD
由光榮特庫摩發售。
- Rio Sound Hustle! -Rio盛-

2009年12月23日發售、KECH-1517、2000日圓
- Rio Sound Hustle! -Mint盛-

2009年12月23日發售、KECH-1518、2000日圓
- Rio Sound Hustle! -Rina盛-

2009年12月23日發售、KECH-1519、2000日圓
- Rio Sound Hustle! -MEGA盛-

2010年2月1日發售、KECH-9005、5000日圓
CD2枚＋CD-ROM1枚（Disk Top Character集收錄）
出演
- 理欧 - 井上麻里奈
- 敏特 - 竹達彩奈
- 莉娜 - 高橋智秋
- 蒂凡妮 - 中島沙樹
- 罗莎 - 清水香里
- 埃雷維斯 - 高橋廣樹
- 琳达 - 日笠陽子
- 卡露提亚 - 大原沙耶香
- 阿妮娅 - 福井裕佳梨（只有在廣播CD登場的原作人物）

## 電視動畫
2011年1月至3月曾以『Rio RainbowGate!』標題放送。

## 外部連結
- （页面存档备份，存于）
- History of Rio（页面存档备份，存于）
- Rio Sound Hustle!（页面存档备份，存于）
- 電視動畫公式